# MYH3
MYH3‏ (Myosin heavy chain 3) هوَ بروتين يُشَفر بواسطة جين MYH3 في الإنسان.